# أبجدان السفلى (أبو الفارس)
أبجدان السفلى (بالفارسية: ابژدان سفلی) هي منطقة سكنية تقع في إيران في قسم أبو الفارس الريفي. يقدر عدد سكانها بـ 189 نسمة بحسب إحصاء 2016.